# Inrecar
Inrecar (Industria Reparadora  de Carrocerías S.A.) est une entreprise chilienne de production d’autobus fondée en 1972. Inrecar est le principal fabricant de bus du Chili.